# Sídliště Na Pendreku

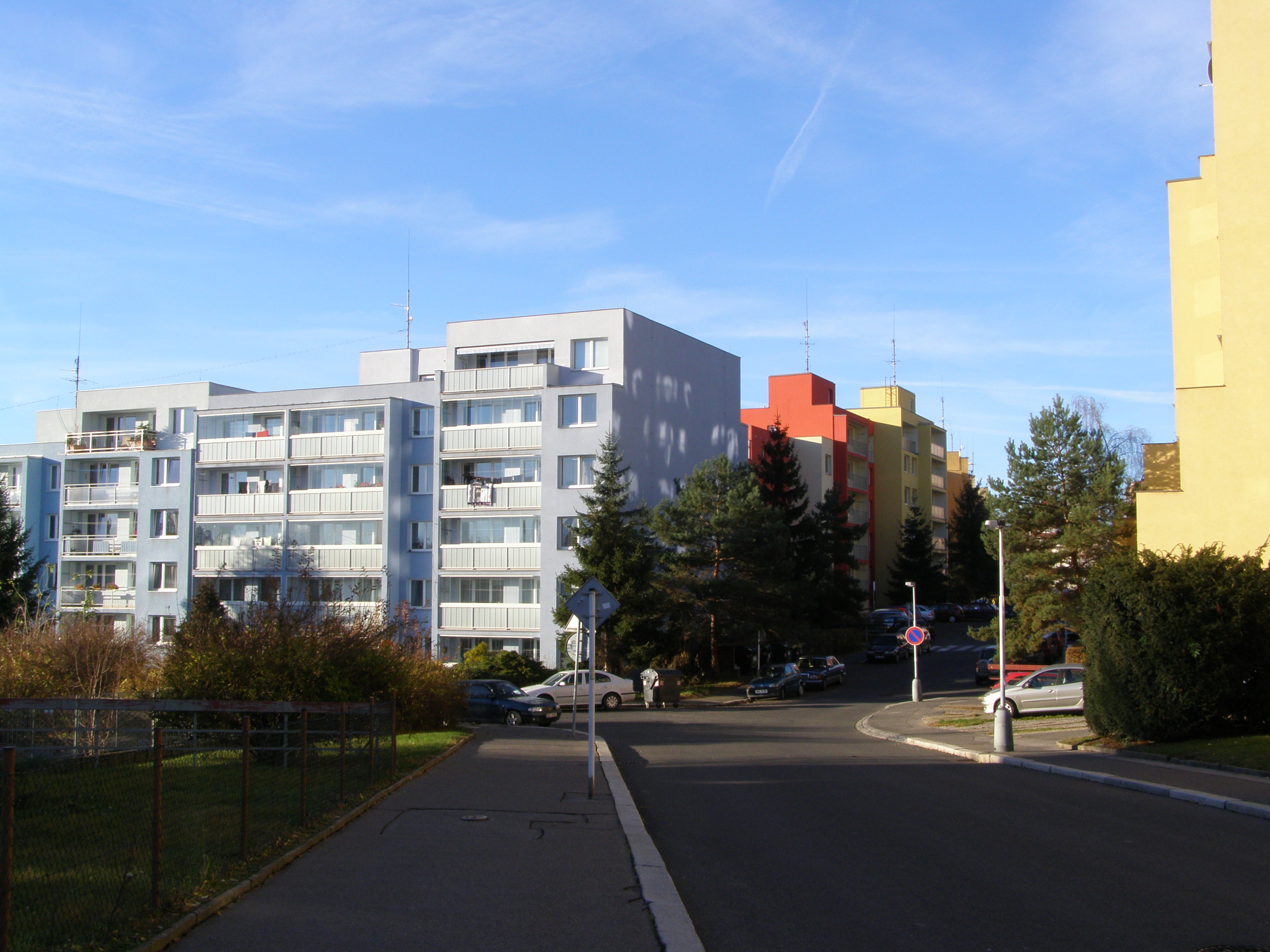
Praha, Břevnov, Sartoriova ulice

Sídliště zvané Na Pendreku nebo též Obušek či Na Obušku se nachází na Břevnově na Praze 6 nedaleko Břevnovského kláštera, kde od roku 1950 v tzv. Montážním ústavu fungovala Státní bezpečnost (Stb) a její odbor na sledování cizinců. Bylo postavené politickými vězni pro zaměstnance Ministerstva vnitra – příslušníky Stb a Sboru národní bezpečnosti (SNB).

## Historie vzniku
Sídliště bylo vystavěno v Břevnově v místě, kde stály dle cesty nízké domky, z nichž některé byly památkově chráněné a tvořily přirozené centrum zástavby starého Břevnova. Část z nich obklopovala původní starou břevnovskou náves v severojižním směru. K prvním stavebním úpravám docházelo již v 20. létech 20. století, kdy se začaly bourat některé původní statky a nahrazovaly je činžáky. K dalšímu bourání stavení venkovského typu došlo po druhé světové válce opět kvůli nové výstavbě, ale charakter prostoru návsi zůstal zachován.

##### Přeměna lokality
V souvislosti s dynamickým rozvojem Prahy se s komplexním zachováním původní zástavby nepočítalo. Již v 50. letech 20. století byla zrealizována ulice Patočkova, která jižně od středu bývalé vesnice původní náves přetnula. Dnešní ulice Břevnovská tak byla rozdělena na dvě části. Dle dochovaných historických územních plánu hlavního města Prahy ale zároveň neexistoval dlouhou dobu záměr na přebudování historické části Břevnova. Ještě v roce 1971 měla koexistovat původní vesnická zástavba se stanicí metra. Podoba původní zástavby byla zachycena v celovečerním filmu, který navazoval na seriál Hříšní lidé města pražského, nazvaném Pěnička a Paraplíčko a natočeném v roce 1970.

##### Asanace
Asanace celé lokality je zahrnuta až v Územním plánu Prahy z roku 1976, který počítal s bouráním rozsáhlých částí Břevnova, včetně nejstarší zástavby v této městské části. Zatímco v případě Smíchova nebo Žižkova nicméně územní plánování předpokládalo bourání lokalit do budoucna, zde ještě bylo vše srovnáno se zemí v podstatě v témže čase, kdy byl plán schválen. Územní plány předpokládaly rozsáhlejší asanaci celého Břevnova, včetně celé jižní strany dnešní Bělohorské ulice, k té ale již nedošlo.

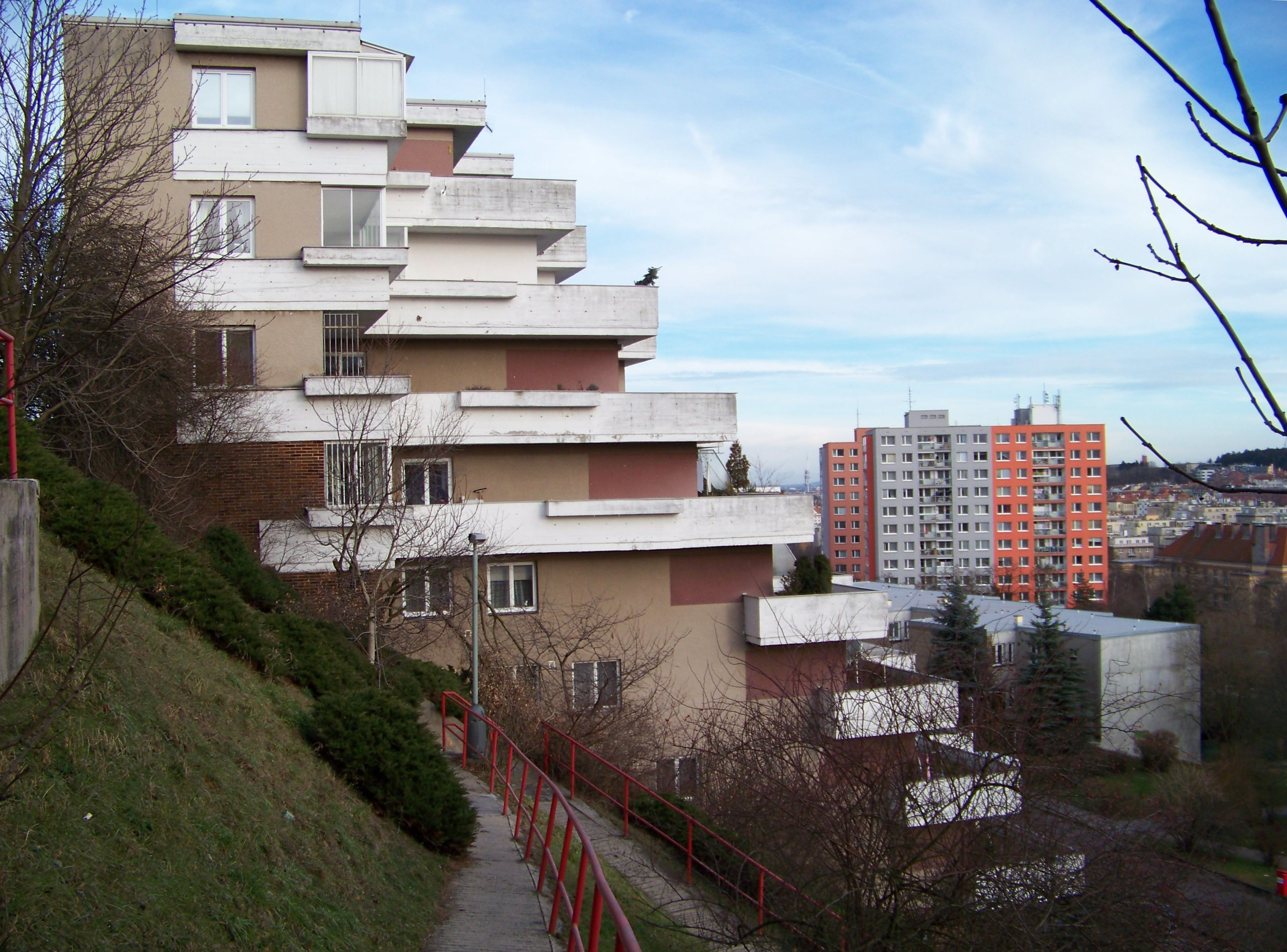
Břevnov, Radimova 29

## Výstavba sídliště
I samotné sídliště Na Pendreku bylo realizováno v jednotlivých etapách. V první polovině 70. let byla budována jeho nejsevernější část, kterou tvořily domy vystavěné do svahu jižně od Vojenské nemocnice. Později je doplnily bloky, které urbanisté zasadili do původní uliční sítě. Výjimkou byl severní konec bývalé návsi, který nahradila budova s veřejnou vybaveností (restaurací a samoobsluhou). Zvolené panelové bloky se do jisté míry odlišovaly od těch, které československé stavebnictví rozsáhle produkovalo pro potřeby výstavby velkých sídlišť. Jednalo se zejména o stupňovité terasy, velké byty, atypické prvky, nižší panelovou zástavbu, dokonalejší řemeslné zpracování, dostatek zeleně, pěší zónu v lokalitě původní návsi svědčí o nadstandardním bydlení pro prominenty režimu. Počítalo se zde i s již zmíněným s metrem (linka A), které by uvedené sídliště podcházelo a jehož stanice měla ležet v blízkosti celého sídlištního komplexu.

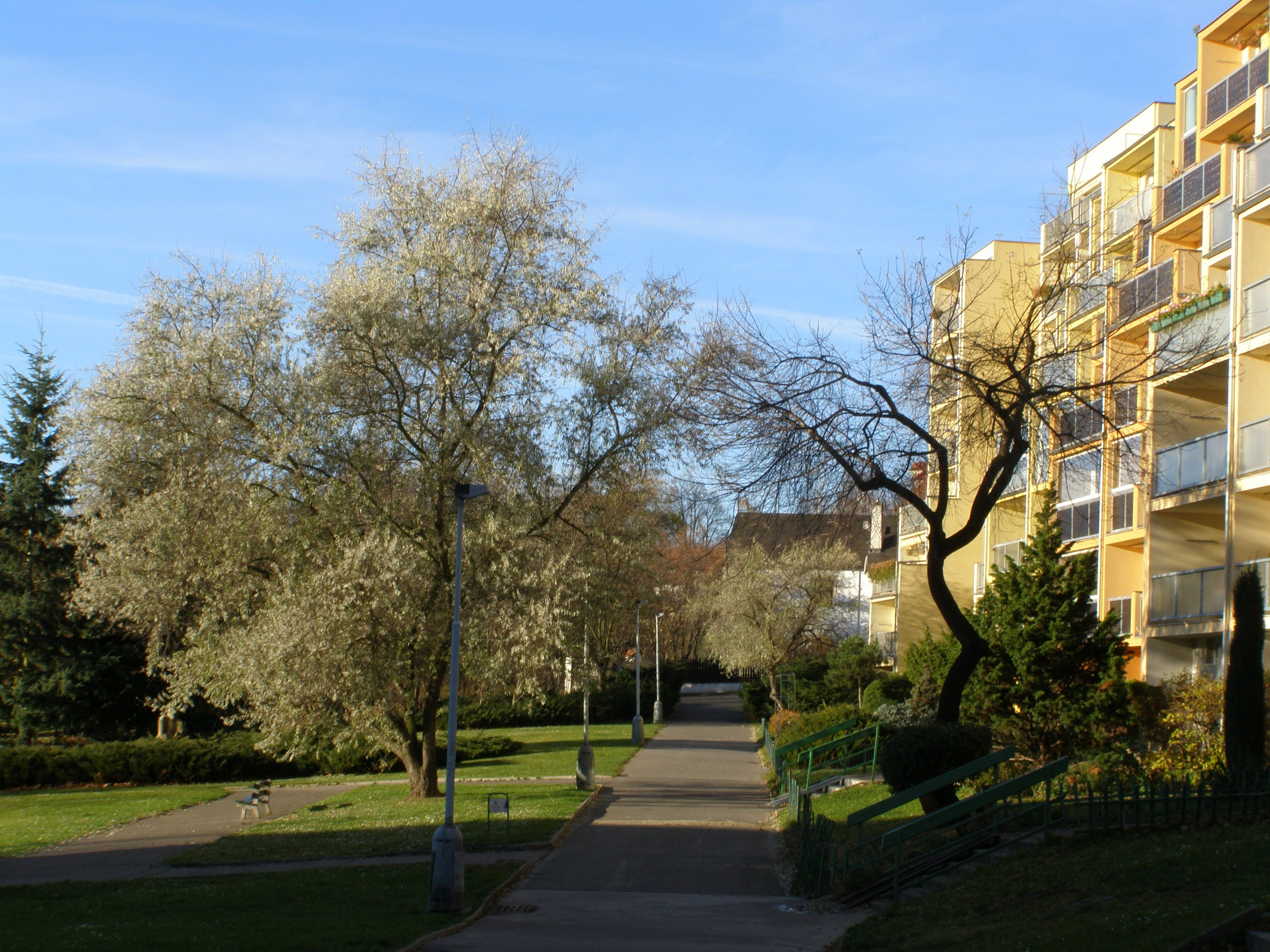
Břevnov, Sartoriova ulice, park

## Volby po roce 2000 v baště komunismu
- Ve zdejších volebních okrscích získávala Komunistická strana Čech a Moravy několikanásobně vyšší zisk hlasů oproti pražskému průměru, ve volbách do Poslanecké sněmovny 2006 to bylo téměř 30 % odevzdaných hlasů.[8]
- Jasný výsledek této strany je viditelný i na pražské mapě hlasování do obecního zastupitelstva/městského zastupitelstva v roce 2014.[9]
- V roce 2017 už zde ale ve volbách do Poslanecké sněmovny vyhrálo ANO s 21 %, druzí byli komunisté s 19,74 %, třetí Piráti se 14 % – což poukazovalo na počátek generační obměny.[7]
- Generační proměna sídliště evidentně pokračovala – v následných volbách do Poslanecké sněmovny v roce 2021 – volby vyhrála koalice Spolu s 33,33 % hlasů, ANO získalo 21,17 %, Piráti a Starostové obdrželi 17,07 %, komunisté poklesli na 10,92 %.[10]
- Propad volební podpory KSČM pokračoval také ve volbách do zastupitelstev v roce 2022 (7,81 % do Zastupitelstva hl. m. Prahy[11]; 10,90 % do zastupitelstva MČ Praha 6[12]).